# Heinrich Wismeyer
Heinrich Wismeyer (* 17. Juli 1898 in München; † 31. Oktober 1985 ebenda) war ein deutscher Organist, Hochschullehrer, Priester und Mundartdichter.

## Leben und Werk
Heinrich Wismeyer wurde als Zweiter von drei Söhnen (Josef und als Dritter, Ludwig) von Josef Wismeyer und seiner Frau Anna (geb. Gresbeck) geboren. Er wuchs in München (Auenstraße 24 II links) auf und wurde 1904 an der Knabenschule in der Wittelsbacherstraße eingeschult. Früh erhielt er musikalische Anregungen im Elternhaus: Seine Eltern und sein älterer Bruder musizierten mit ihm zu Hause in vielfältigen kammermusikalischen Besetzungen. Durch eine Beförderung seines Vaters zog die Familie 1908 nach Passau um. 1911 zog die Familie erneut berufsbedingt nach Rosenheim. In diese Zeit fielen erste Kompositionen und Orgeldienste. 
Am 1. Dezember 1916 wurde er zum 1. Infanterieregiment „König“ eingezogen. Nach zehn Monaten Kriegsdienst an der Westfront, wurde er als Gefreiter nach Auszeichnung mit dem Eisernen Kreuz II. Klasse in Neuburg an der Donau am 1. Februar 1919 offiziell entlassen. Danach studierte er Philosophie und Theologie an der Universität in München. Als Musikpräfekt im herzoglichen Georgianum komponierte er seine erste Messe für Männerchor. Heinrich Wismeyer wurde 1922 zum Priester geweiht, feierte am 16. Juli 1922 in der Maximilianskirche seine Primiz und war danach Kaplan in München-Allach. 
Zu dieser Zeit begann er nebenbei ein Musikstudium an der Akademie für Tonkunst in München bei Ludwig Berberich, Joseph Haas, Felix Maier und Emanuel Gatscher, welches er am 4. Juli 1924 mit der „besonderen Auszeichnung“ bestand. Auf Beeinflussung des damaligen Generalpräses der katholischen Jugend, Ludwig Wolker zog er die Jugendseelsorge einer Kirchenmusikerstelle vor und wurde Berufsschulkatechet. In dieser Zeit schuf er zudem Kompositionen, die mit Preisen ausgezeichnet wurden. Mit seinem Freund Otto Steinberger begann er ab 1937 Kurse für Organisten im Nebenamt zu veranstalten. Diese Tätigkeit verfolgte er weit bis in die 1970er Jahre hinein, was ihm später den Spitznamen Wanderapostel in Kirchenmusik einbrachte.
Nach Beendigung des Zweiten Weltkrieges kehrte er aus dem „Evakuiertenparadies“ (Hans Leitner: Dux et Commes) Oberstdorf nach München zurück. Dort durchlief er ein problemloses Entnazifizierungsverfahren als „Entlasteter“ und erhielt daraufhin eine Berufsgenehmigung von der amerikanischen Besatzungsmacht als Freischaffender Künstler.
Er wurde am 15. August 1945 zum Domorganisten am Münchner Liebfrauendom ernannt und wurde am 1. Juli 1946 Dozent, um 1949 Professor für Orgel an der Münchner Musikhochschule. Seine Tätigkeit als Professor schränkte er ab 1952 aus gesundheitlichen Gründen stark ein. Am 4. August 1952 wurde er zum Orgelsachverständigen berufen. Ein Lebensereignis war für ihn die Weihe der neuen Zeilhuber-Domorgel am 13. Oktober 1957, die endlich alle Provisorien seiner Dienstausübung beendete. 
Wismeyer war Mitarbeiter am Münchener Gesangbuch Gottesdienst und war für die Gestaltung des Eucharistischen Weltkongresses 1960 verantwortlich. Er gründete 1968 das Amt für Kirchenmusik in München und leitete es als Diözesanmusikdirektor, veranstaltete neben Fortbildungskursen auch Exerzitien für Kirchenmusiker und arbeitete an der Ausgabe des Gotteslobes mit. In den Jahren 1953, 1958 und 1970 berief er jeweils Diözesankirchenmusiktage ein. Er war Mitglied im Allgemeinen Cäcilien-Verband und im Bayerischen Tonkünstlerverband.
Papst Paul VI. ernannte ihn am 13. Juli 1961 zum Päpstlichen Ehrenprälaten, nachdem er bereits im Jahr 1942 zum Päpstlichen Geheimkämmerer ernannt worden war. 1973 wurde ihm der Bayerische Verdienstorden verliehen.
1969 gab er das Amt des Domorganisten an seinen Meisterschüler Franz Lehrndorfer ab, der ihm bereits 1962 an der Hochschule nachgefolgt war. Nach seiner Pensionierung trat er ab 1971 als Mundartdichter und Erzähler auf und gab Geschichten und Anekdoten mit „verschmitzer Heiterkeit und Hintersinnigkeit“ (Kirchenmusikalische Mitteilungen 1985) zum Besten. Zudem kümmerte es sich um seine private Krippensammlung. Einiges daraus ist auch im Münchner Stadtmuseum zu besichtigen. 
Wismeyer bestimmte testamentarisch, dass bei seiner Beerdigung keine Trauerrede gehalten werden durfte. So verabschiedeten sich die geistlichen Würdenträger und die weltlichen Honoratioren am 6. November 1985 im Liebfrauendom und bei seinem Begräbnis am Ostfriedhof nur mit knappen Dankesworten von ihm.
Zu seinen Schülern zählen Organisten wie beispielsweise Franz Lehrndorfer, Eberhard Kraus, Georg Ratzinger, Rudolf Thomas, Alois Kirchberger, Robert Maximilian Helmschrott, Josef Schmidhuber oder Karl Maureen.

## Werke (Auswahl)
- Drei geistliche Lieder (1930)
- Klosterneuburger Singmesse (1936)
- Choralkantate: Ich glaube an Gott in aller Not (1949)
- Lasst uns erheben Herz und Stimm (ersch. 1983)
- Lied der Sternsinger (ersch. 1990)
- Mein Herz will ich dir schenken (ersch. 1990)
- Dem Hungernden brich dein Brot (ersch. 1990)

## Tonträger
- Oh himmlische Frau Königin (Binder, T74672)
- Mundartdichtungen von H. Wismeyer (Teldec, TST 78503)

## Schriften (Auswahl)
- Gedanken zum Orgelspiel im katholischen Gottesdienst (1947)
- Wesen und Aufgabe der rechten Kirchenmusik (1954)
- Geschichten um die Orgel (autobiografisch, 1972)
- Aus dem Papierkorb meines Lebens (autobiografisch, 1976)
- Auf boarisch meditieren (1978)
- Von allerhand Leut (1981)